# مطار تشونغتشينغ جيانغبى الدولي
مطار تشونغتشينغ جيانغبى الدولي (بالإنجليزية: Chongqing Jiangbei International Airport)‏ (إياتا: CKG، إيكاو: ZUCK) يقع في مدينة تشونغتشينغ في جمهورية الصين الشعبية. صنف مطار تشونغتشينغ جيانغبى الدولي في المرتبة التاسعة في الصين من حيث عدد الركاب عام 2011 وفقًا لإدارة الطيران المدني في الصين، حيث تعامل مع 19,052,706 راكب، وبلغ إجمالي حركة الطائرات (القادمة والمغادرة) 166,763 طائرة وقد بلغت كمية البضائع المنقولة عبر المطار 237,573 طن.

## شركات الطيران والوجهات

### الركاب
| شركـات طيـران             | الوجهات |
| ------------------------- | --- |
| 9 Air                     | مطار قوانغتشو باييون الدولي، مطار ونزهو يونجقيانج الدولي |
| طيران الصين               | مطار اكسو، مطار بكين العاصمة الدولي، مطار بكين داشينغ الدولي، مطار بودابست فرانز ليست الدولي، مطار تشانغتشون الدولي، مطار تشانغشا هوانغوا الدولي، مطار دالي، مطار دبي الدولي، مطار فوتشو تشانغله الدولي، مطار قوانغتشو باييون الدولي، مطار هايكو ميلان الدولي، مطار هايلار دونغشان، مطار هانغتشو شياوشان الدولي، مطار هاربين الدولي، مطار حيفي شينكياو الدولي، مطار تان سون نهات الدولي، مطار هوهوت بايتا الدولي، مطار هونغ كونغ الدولي، مطار جييانغ شاوشان، مطار لاسا الدولي، Lianyungang، مطار ليوبانشوي يويزهاو، مطار لويانغ الدولي، مطار نانتشانغ تشانغبى الدولي، مطار نانجينغ الدولي، مطار نينغبو ليش الدولي، مطار إنتشون الدولي، مطار شانغهاي هونغكياو الدولي، مطار شانغهاي بودنغ الدولي، مطار شينزين باوان الدولي، مطار شانغي سنغافورة (begins 24 July 2023)، مطار تايوان تاويوان الدولي، مطار تيانجين الدولي، مطار أورومتشي الدولي، مطار ونزهو يونجقيانج الدولي، مطار ووهان الدولي، مطار شيامن قاوتشي الدولي، مطار شيشوانغباننا غاسا، مطار ينتشوان خه دونغ، مطار يونتشنغ قوانقونغ، Zhanjiang، مطار تشنغتشو الدولي، مطار تشوهاى سانزو |
| Air Guilin                | مطار نانينغ الدولي، مطار سوزهو جوانين |
| طيران ماكاو               | مطار ماكاو الدولي |
| طيران بانكوك              | مطار ساموي |
| خطوط العاصمة بكين الجوية  | مطار قوانغتشو باييون الدولي، مطار هايكو ميلان الدولي، مطار هانغتشو شياوشان الدولي، مطار ساني ليجيانغ، مطار نانجينغ الدولي، مطار شنيانغ الدولي |
| كاثي باسيفيك              | مطار هونغ كونغ الدولي |
| Chengdu Airlines          | Heze، مطار نانجينغ الدولي، مطار جينجيانغ تشيوانتشو، مطار يهاي داسهويبو، مطار ييتشانغ سانشيا |
| خطوط شرق الصين الجوية     | مطار يايسي باما، مطار بكين داشينغ الدولي، مطار تشانغتشو بيننو، مطار داليان الدولي، مطار حيفي شينكياو الدولي، مطار هوانغشان تونشي الدولي، مطار هويزهو، مطار جينان الدولي، مطار كونمينغ جانغشوي الدولي، مطار نانجينغ الدولي، مطار نينغبو ليش الدولي، مطار غينغادو جياودونغ الدولي، مطار شانغهاي هونغكياو الدولي، مطار شانغهاي بودنغ الدولي، مطار تاييوان وسو الدولي، مطار يهاي داسهويبو، مطار ونزهو يونجقيانج الدولي، مطار ووهان الدولي، مطار سنن شوفانغ الدولي، مطار شيان شيانيانغ الدولي، مطار تشيانغ مينغانغ، مطار يانتاي جاوشوي الدولي، مطار ينتشوان خه دونغ، مطار زاهوتونغ |
| طيران الصين اكسبرس        | مطار اكسو، مطار ألكسا لفت بانير بايانهوت، مطار دون موينغ، مطار بيجي فيشونغ، مطار تشانغده تاوهوايوان، مطار تشانغشا هوانغوا الدولي، مطار تشانغتشي وانغشون، مطار جينغدي، مطار داليان الدولي، مطار داتونغ يونغانغ، مطار دونغينغ شنغلي، مطار دونهوانغ، Ezhou، مطار قويلين يانغ جيانغ الدولي، مطار هايكو ميلان الدولي، مطار هامي، مطار هاندان، مطار هانغتشو شياوشان الدولي، مطار هوهوت بايتا الدولي، مطار هوايان ليانشوي، مطار جينينغ كوفو، مطار كاراماي، مطار كورلا، مطار كونمينغ جانغشوي الدولي، مطار لانجانغ، مطار لانتشو تشونغ تشوان، مطار ليبو، مطار يوتشو بيلين، مطار لونغنان جينتشيو، مطار لوانغ برابانغ الدولي، مطار لوليانغ، مطار ميشيان، مطار اوردوس إيجين هورو، مطار قيانجيانغ والينغشان، مطار غينهوانغادو بيداهي، مطار قوزهو، مطار سانمينغ شياتشيان، مطار شياوغويان غويتو، مطار شياويانغ واغانغ، مطار شنيانغ الدولي، مطار شيجياتشوانغ تشنغدينغ الدولي، مطار شيهيان ودانغشان، مطار تاييوان وسو الدولي، مطار تايتشو وقياو، مطار تانغشان سانوهي، مطار تيانجين الدولي، مطار تيانشوي ماجيشهان، مطار توربان جياهوي، مطار واتاي الدولي، مطار واينشان بوزخيخه، مطار ونزهو يونجقيانج الدولي، مطار ووهان الدولي، مطار شيامن قاوتشي الدولي، مطار شيان شيانيانغ الدولي، مطار شيلينهوت، مطار شينغي، مطار شينينغ الدولي، مطار تشيانغ مينغانغ، مطار شيشوانغباننا غاسا، مطار ينتشوان خه دونغ، مطار ييوو، مطار يونغزهو لينغلينغ، مطار تشانغجياكو نينغيوان، Zhanjiang، مطار تشنغتشو الدولي، مطار تشوشان بوتوشان، مطار تشوهاى سانزو |
| خطوط جنوب الصين الجوية    | مطار بكين داشينغ الدولي، مطار تشانغتشون الدولي، مطار تشانغشا هوانغوا الدولي، مطار داليان الدولي، مطار قوانغتشو باييون الدولي، مطار هايكو ميلان الدولي، مطار هاربين الدولي، مطار جييانغ شاوشان، مطار كاشغر الدولي، مطار كونمينغ جانغشوي الدولي، مطار لاسا الدولي، مطار ساني ليجيانغ، مطار نانينغ الدولي، مطار سانيا فينيكس الدولية، مطار شنيانغ الدولي، مطار شينزين باوان الدولي، مطار تيانجين الدولي، مطار أورومتشي الدولي، مطار ووهان الدولي، مطار وتايشهان، مطار ينتشوان خه دونغ، مطار ييوو، مطار تشنغتشو الدولي، مطار تشوهاى سانزو |
| China United Airlines     | مطار بكين داشينغ الدولي |
| Chongqing Airlines        | مطار اكسو، مطار بكين داشينغ الدولي، مطار تشانغتشون الدولي، مطار تشانغشا هوانغوا الدولي، مطار دالي، مطار داليان الدولي، مطار داوجينغ يادينغ، مطار داتونغ يونغانغ، مطار ديشين شانغري-لا، مطار فوتشو تشانغله الدولي، مطار قوانغتشو باييون الدولي، مطار هانغتشو شياوشان الدولي، مطار هاربين الدولي، مطار هينغيانغ نانيوي، مطار هوهوت بايتا الدولي، مطار هويزهو، مطار جييانغ شاوشان، مطار كاشغر الدولي، مطار كورلا، مطار ليني شوبولينغ، مطار ليبنغ، مطار نانتشانغ تشانغبى الدولي، مطار نانجينغ الدولي، مطار نينغبو ليش الدولي، مطار نينغشهاي ماينلينغ، مطار غينغادو جياودونغ الدولي، مطار سانيا فينيكس الدولية، مطار شانغهاي بودنغ الدولي، مطار شينزين باوان الدولي، مطار شيهيان ودانغشان، مطار شانغي سنغافورة، مطار تايتشو وقياو، مطار تينغشونغ توفينغ، مطار تونغلياو، مطار أورومتشي الدولي، مطار ونزهو يونجقيانج الدولي، مطار هاي، مطار ووهان الدولي، مطار وشهان شهينوفينغ، مطار شيشوانغباننا غاسا، مطار نانيانغ يانتشنغ، مطار يشهون مينغيويشان، مطار ينينغ، مطار ييوو، مطار تشوهاى سانزو |
| Colorful Guizhou Airlines | مطار قوييانغ لونغدونغابو الدولي، Wuzhou |
| Donghai Airlines          | مطار نانتونغ شينغ دونغ |
| إيفا للطيران              | مطار تايبيه سونغشان |
| Fuzhou Airlines           | مطار فوتشو تشانغله الدولي |
| طيران جي إكس              | مطار جينينغ كوفو، مطار لويانغ الدولي، مطار نانينغ الدولي، مطار يولين يو يانغ |
| خطوط هاينان الجوية        | مطار بكين العاصمة الدولي، مطار تشانغشا هوانغوا الدولي، مطار فوتشو تشانغله الدولي، مطار قوانغتشو باييون الدولي، مطار هايكو ميلان الدولي، مطار هانغتشو شياوشان الدولي، مطار هاربين الدولي، مطار مدريد باراخاس الدولي، مطار نينغبو ليش الدولي، مطار قيانجيانغ والينغشان، مطار ليوناردو دا فينشي، مطار سانيا فينيكس الدولية، مطار شانغهاي بودنغ الدولي، مطار شينزين باوان الدولي، مطار أورومتشي الدولي، مطار ونزهو يونجقيانج الدولي، مطار شيامن قاوتشي الدولي، مطار شيان شيانيانغ الدولي، Yan'an |
| Hebei Airlines            | مطار بكين داشينغ الدولي، مطار لانتشو تشونغ تشوان، مطار تشينغيانغ، مطار شنيانغ الدولي، مطار شيجياتشوانغ تشنغدينغ الدولي، مطار تانغشان سانوهي |
| خطوط هونغ كونغ الجوية     | مطار هونغ كونغ الدولي |
| Jiangxi Air               | مطار نانتشانغ تشانغبى الدولي |
| خطوط جونياو الجوية        | مطار نانجينغ الدولي، مطار شانغهاي هونغكياو الدولي، مطار شانغهاي بودنغ الدولي، مطار خه هوا تشانغجياجيه |
| Kunming Airlines          | مطار بوشان يوندوان، مطار كونمينغ جانغشوي الدولي، مطار ديهونغ مانغشي، مطار نانتونغ شينغ دونغ، مطار تاييوان وسو الدولي، مطار تايتشو وقياو، مطار تينغشونغ توفينغ |
| LJ Air                    | مطار هاربين الدولي |
| طيران لونج                | مطار هانغتشو شياوشان الدولي، مطار نينغبو ليش الدولي، مطار ونزهو يونجقيانج الدولي، مطار وشهان شهينوفينغ، مطار شانغينغ ليوجي، مطار شينينغ الدولي، مطار يويانغ |
| خطوط لاكي الجوية          | مطار ساني ليجيانغ، مطار شيشوانغباننا غاسا، مطار سوزهو جوانين |
| خطوط طيران أوكاي          | مطار تشانغشا هوانغوا الدولي، مطار فويانغ شيغوان، مطار تشوشان بوتوشان |
| Qingdao Airlines          | مطار تشانغتشون الدولي، مطار لينفين غيوالي، مطار ليني شوبولينغ، مطار لويانغ الدولي، مطار شنيانغ الدولي، مطار يانتاي جاوشوي الدولي |
| خطوط شاندونغ الجوية       | مطار بكين العاصمة الدولي، مطار تشانغتشون الدولي، مطار داليان الدولي، مطار هاربين الدولي، مطار حيفي شينكياو الدولي، مطار جينان الدولي، مطار نانجينغ الدولي، مطار غينغادو جياودونغ الدولي، مطار شانغهاي هونغكياو الدولي، مطار شيانغراو سانغينغشان، مطار شنيانغ الدولي، مطار تاييوان وسو الدولي، مطار ونزهو يونجقيانج الدولي، مطار شيامن قاوتشي الدولي، مطار يانتاي جاوشوي الدولي، مطار تشوهاى سانزو |
| خطوط شانغهاي الجوية       | مطار شانغهاي هونغكياو الدولي، مطار ونزهو يونجقيانج الدولي |
| خطوط شينزين الجوية        | مطار قوانغتشو باييون الدولي، مطار نانتشانغ تشانغبى الدولي، مطار نانجينغ الدولي، مطار نانينغ الدولي، مطار جينجيانغ تشيوانتشو، مطار شينزين باوان الدولي |
| خطوط سيتشوان الجوية       | مطار آلتاي، مطار فوتشنغ بيهاي، مطار بكين العاصمة الدولي، مطار تشانغشا هوانغوا الدولي، مطار تشانغتشو بيننو، مطار داليان الدولي، مطار داوجينغ يادينغ، مطار فوتشو تشانغله الدولي، مطار قوانغتشو باييون الدولي، مطار قويلين يانغ جيانغ الدولي، مطار هايكو ميلان الدولي، مطار هانغتشو شياوشان الدولي، مطار هاربين الدولي، مطار حيفي شينكياو الدولي، مطار جييانغ شاوشان، مطار جينان الدولي، مطار كانغدينغ، مطار كونمينغ جانغشوي الدولي، مطار لانتشو تشونغ تشوان، مطار لاسا الدولي، مطار نانتشانغ تشانغبى الدولي، مطار نانجينغ الدولي، مطار نانينغ الدولي، مطار كام رانه الدولي، مطار نينغبو ليش الدولي، مطار نينغشهاي ماينلينغ، مطار بانزهيوها باوأنينغ، Phuket، مطار غينغادو جياودونغ الدولي، مطار جينجيانغ تشيوانتشو، مطار سانيا فينيكس الدولية، مطار شانغهاي بودنغ الدولي، مطار شيانونغيا، مطار شنيانغ الدولي، مطار شينزين باوان الدولي، مطار تاييوان وسو الدولي، مطار تيانجين الدولي، مطار أورومتشي الدولي، مطار ونزهو يونجقيانج الدولي، مطار ووهان الدولي، Wuhu، مطار سنن شوفانغ الدولي، مطار شيامن قاوتشي الدولي، مطار شيان شيانيانغ الدولي، مطار شينينغ الدولي، مطار شيشوانغباننا غاسا، مطار يانغزهو تايزهو، مطار يانجي تشاويانغتشوان، مطار يانتاي جاوشوي الدولي، مطار ينتشوان خه دونغ، مطار تشنغتشو الدولي، مطار تشونغوي شابوتو، مطار تشوشان بوتوشان، مطار تشوهاى سانزو |
| الخطوط الجوية السنغافورية | مطار شانغي سنغافورة |
| سبرينغ (شركة طيران)       | مطار جينغقانغشان، مطار ساني ليجيانغ، مطار لويانغ الدولي، مطار نينغبو ليش الدولي، مطار قيانجيانغ والينغشان، مطار شانغهاي هونغكياو الدولي، مطار شانغهاي بودنغ الدولي، مطار شنيانغ الدولي، مطار شينزين باوان الدولي، مطار شيجياتشوانغ تشنغدينغ الدولي، مطار يانغزهو تايزهو |
| خطوط سوبارنا الجوية       | مطار شانغهاي بودنغ الدولي |
| طيران آسيا (تايلاند)      | مطار دون موينغ |
| Thai Lion Air             | مطار دون موينغ |
| Thai Smile                | مطار سوفارنابومي الدولي |
| خطوط تيانجين الجوية       | مطار تشانغشا هوانغوا الدولي، مطار داليان الدولي، مطار هانغتشو شياوشان الدولي، Lianyungang، مطار لندن هيثرو، مطار شيريميتييفو الدولي، مطار شينزين باوان الدولي، مطار تيانجين الدولي، مطار أورومتشي الدولي، مطار ونزهو يونجقيانج الدولي، مطار شيان شيانيانغ الدولي، مطار تشنغتشو الدولي |
| طيران التبت               | مطار دالي، مطار لاسا الدولي، مطار ديهونغ مانغشي، مطار نينغشهاي ماينلينغ، مطار كامدو بامدا، مطار شينزين باوان الدولي، مطار تيانجين الدولي، مطار شيامن قاوتشي الدولي |
| Uni Air                   | مطار تايوان تاويوان الدولي |
| West Air ‏                 | مطار أنقينج تيانزهوشان، مطار سوفارنابومي الدولي، مطار تشانغشا هوانغوا الدولي، مطار داليان الدولي، مطار فوتشو تشانغله الدولي، مطار قانتشو هوانتشين، مطار قوانغتشو باييون الدولي، مطار هايكو ميلان الدولي، مطار هانغتشو شياوشان الدولي، مطار هاربين الدولي، مطار حيفي شينكياو الدولي، مطار جييانغ شاوشان، مطار جينان الدولي، مطار جينغقانغشان، مطار كورلا، مطار لاسا الدولي، مطار ساني ليجيانغ، مطار ميانيانغ نانيجو، مطار نانتشانغ تشانغبى الدولي، مطار نانجينغ الدولي، مطار نانينغ الدولي، مطار نينغبو ليش الدولي، Phuket، مطار كامدو بامدا، مطار غينغادو جياودونغ الدولي، مطار غينهوانغادو بيداهي، مطار جينجيانغ تشيوانتشو، مطا ريتشيو، مطار سانيا فينيكس الدولية، مطار شانغهاي بودنغ الدولي، مطار شنيانغ الدولي، مطار شينزين باوان الدولي، مطار شيغاتسي بيس، مطار شيجياتشوانغ تشنغدينغ الدولي، مطار تاييوان وسو الدولي، مطار تيانجين الدولي، مطار أورومتشي الدولي، مطار ونزهو يونجقيانج الدولي، مطار ووهان الدولي، مطار شيامن قاوتشي الدولي، مطار شيان شيانيانغ الدولي، مطار شينينغ الدولي، مطار شيشوانغباننا غاسا، مطار تشنغتشو الدولي، مطار تشوهاى سانزو |
| خطوط زيامن الجوية         | مطار بكين داشينغ الدولي، مطار تشانغشا هوانغوا الدولي، مطار فوتشو تشانغله الدولي، مطار قانتشو هوانتشين، مطار هانغتشو شياوشان الدولي، مطار هاربين الدولي، مطار كوالالمبور الدولي، مطار لانتشو تشونغ تشوان، مطار لاسا الدولي، مطار جينجيانغ تشيوانتشو، مطار شانغهاي هونغكياو الدولي، مطار شينزين باوان الدولي، مطار تيانجين الدولي، مطار شيامن قاوتشي الدولي، مطار شيتشانغ تشينغشان، مطار شينينغ الدولي |

### الشحن
| شركـات طيـران                         | الوجهات |
| ------------------------------------- | --- |
| AirBridgeCargo Airlines               | مطار شيريميتييفو الدولي، مطار تشنغتشو الدولي |
| طيران الصين للشحن الجوي               | مطار سخيبول أمستردام، مطار فرانكفورت، مطار شانغهاي بودنغ الدولي عارض: مطار أوهير الدولي                                                               |
| خطوط آسيانا الجوية                    | مطار نوي باي الدولي، مطار إنتشون الدولي |
| خطوط تي أن تي الجوية                  | مطار لييج، مطار شانغهاي بودنغ الدولي |
| كاثي باسيفيك                          | مطار هونغ كونغ الدولي، مطار شانغهاي بودنغ الدولي |
| الخطوط الجوية الصينية                 | مطار تايوان تاويوان الدولي |
| خطوط جنوب الصين الجوية                | مطار سخيبول أمستردام، مطار شانغهاي بودنغ الدولي |
| الخطوط الجوية الصينية للشحن           | مطار شاه جلال الدولي، مطار شانغهاي بودنغ الدولي |
| الخطوط الجوية الإثيوبية               | مطار أديس أبابا بولي الدولي، مطار أنديرا غاندي الدولي، مطار مورتالا محمد الدولي، مطار ميامي الدولي، مطار ماريسكال سوكري الدولي، مطار غواروليوس الدولي |
| الاتحاد للطيران                       | مطار أبو ظبي الدولي |
| إيفا للطيران                          | مطار تايوان تاويوان الدولي |
| لوفتهانزا للشحن                       | مطار أنديرا غاندي الدولي، مطار فرانكفورت، مطار قوانغتشو باييون الدولي، مطار كراسنويارسك الدولي                                                        |
| MASkargo                              | مطار كوالالمبور الدولي |
| Qantas Freight operated by طيران أطلس | مطار أوهير الدولي، مطار دالاس فورت ورث الدولي، مطار جون إف كينيدي الدولي، مطار سيدني                                                                  |
| Shenzhen Donghai Airlines             | مطار هونغ كونغ الدولي |
| خطوط سيتشوان الجوية                   | مطار كيمبيغودا الدولي |
| خطوط سوبارنا الجوية                   | مطار قوانغتشو باييون الدولي، مطار لوكسمبورغ، مطار شيريميتييفو الدولي، مطار شانغهاي بودنغ الدولي، مطار تايوان تاويوان الدولي                           |